# Dywizjon 303

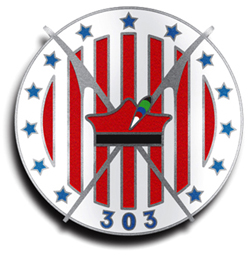
Abzeichen

Der Dywizjon 303 (engl. Polish R.A.F. Fighter Squadron 303, poln.: 303 Dywizjon Myśliwski „Warszawski im. Tadeusza Kościuszki“, dt. 303. Staffel) war eine polnische Jagdstaffel der Royal Air Force im Zweiten Weltkrieg.

## Geschichte
Die Staffel wurde auf Basis eines Militärabkommens zwischen der Polnischen Exilregierung und der britischen Regierung am 2. August 1940 in Großbritannien aufgestellt. Benannt war sie nach Tadeusz Kościuszko. Ihr Abzeichen zeigt die traditionelle polnische Mütze Konfederatka und zwei gekreuzte Sensen als Symbole des Kościuszko-Aufstands von 1794.
Am 31. August 1940 wurde ihr Training als beendet erklärt und die Staffel galt als einsatzbereit. Die Staffel kämpfte unter anderem in der Luftschlacht um England und bei der Landungs-Operation Jubilee im August 1942. Einer der benutzten Stützpunkte war RAF Northolt nordwestlich der City of London. Im Dezember 1946 wurde die Staffel aufgelöst.

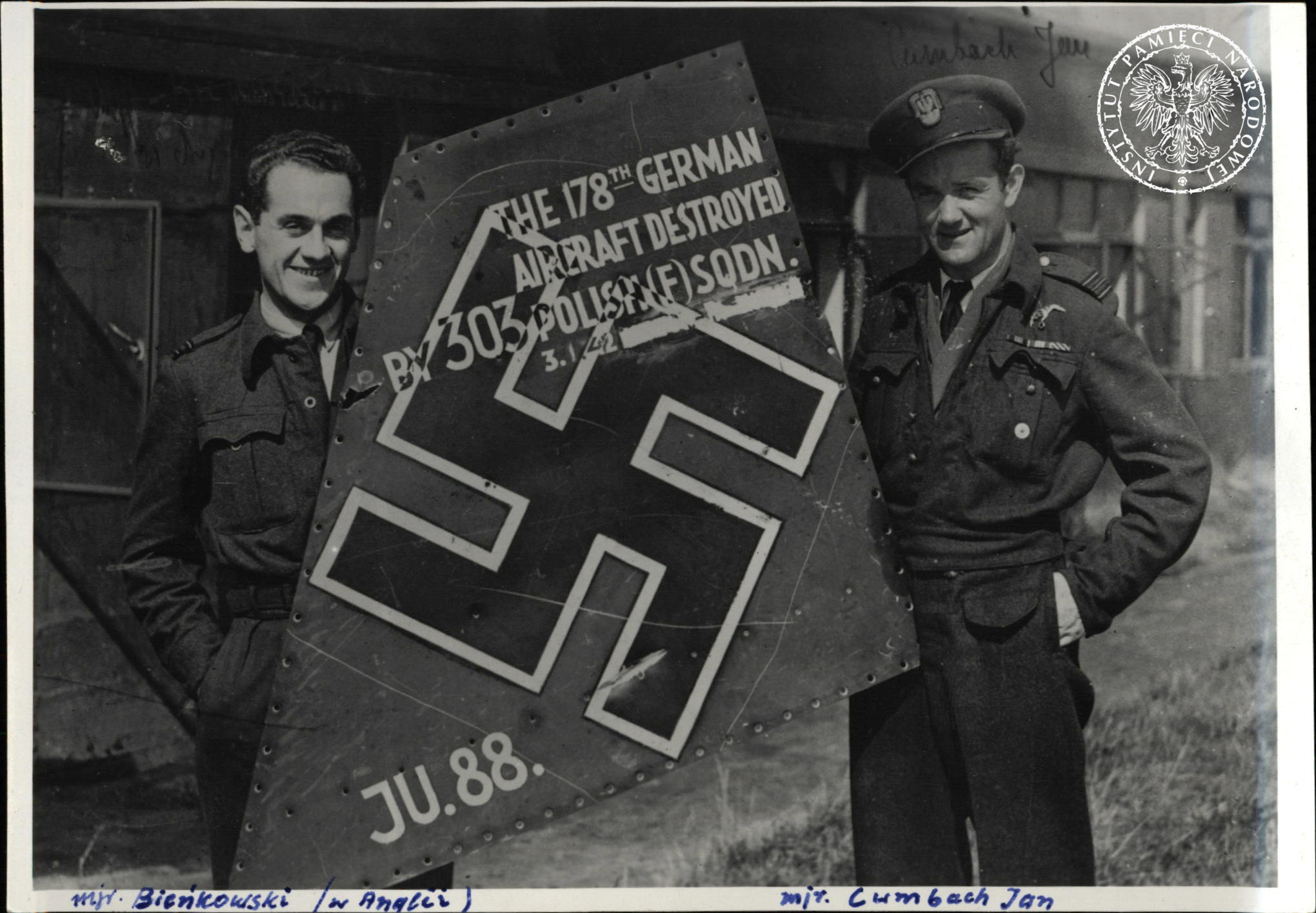
Zygmunt Bieńkowski und Jan Zumbach überreichen die "Trophäe" der Staffel 303

## Film
- 2018: Squadron 303 – Luftschlacht um England (Dywizjon 303. Historia prawdziwa), Polen / Großbritannien, Regie: Denis Delić, mit Maciej Zakościelny als Jean Zumbach und Piotr Adamczyk als Witold Aleksander Urbanowicz[4][5]